# جنی ۶۰۷

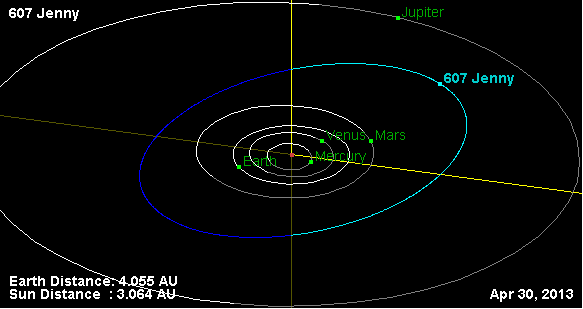
نمایی از محل قرارگیری سیارک جنی ۶۰۷ در مدار – ۲۰۱۳

سیارک ۶۰۷ (به انگلیسی: 607 Jenny، نامگذاری:1906VC) ششصد و هفتمین سیارک کشف شده‌است که در ۱۸ سپتامبر ۱۹۰۶ و در هایدلبرگ کشف شد.
قدر مطلق سیارک برابر ۹٫۵۰ است.